# Stigmatomma annae

Stigmatomma annae  (лат.) — вид мелких земляных муравьёв из подсемейства Amblyoponinae. Эндемик Копетдага. Редкий вид, включённый в Красную книгу Туркменистана. Вид назван в честь энтомолога Анны Тихомировой, первой собравшей голотип в 1966 году у подножья горы Сюнт.

## Распространение
Средняя Азия, Туркменистан: Юго‑Западный Копетдаг (гора Сюнт, окрестности посёлка Махтумкули).

## Описание
Мелкие муравьи (длина тела рабочих особей около 3,5 мм, с вытянутыми мандибулами — 3,75 мм), основная окраска красновато-оранжевая. От близких видов (например, Stigmatomma octodentatum и Stigmatomma zaojun) отличаются округло-выпуклым передним краем наличника (а не прямым), на котором расположены 8 мелких зубчиков. Голова вытянутая трапециевидная, сужается от переднего конца к затылку. Глаза мелкие. Усики короткие, 12-члениковые. Мандибулы длинные, узкие, жало хорошо развито. Стебелёк между грудкой и брюшком состоит из одного узловидного членика (петиоль) широко прикреплённого к брюшку. Вид был впервые описан в 1968 году советским мирмекологом профессором Константином Владимировичем Арнольди под первоначальным названием Amblyopone annae Arnol'di, 1968. С 2012 года в составе рода Stigmatomma.